# Зельц
Зельц (нем. Sülze) — колбасное изделие, приготовленное путём варки, прессования и охлаждения, обычно упакованное в оболочку или разложенное в банке. Основные ингредиенты включают свиное мясо, шпик, языки, печень и другие субпродукты. Термин «Sülze» происходит от немецкого слова, означающего «заливное», и представляет собой разновидность холодца (студня). В России под термином «заливное» понимается иное блюдо, несмотря на схожий смысл. Различия между русским холодцом, (заливным) и немецким (зельцем) затрагивают как методику приготовления, так и манеру подачи блюда.

## Приготовление
Для приготовления зельца часто используются головы животных: свиные и говяжьи. Традиционно зельц готовили в свином желудке, который наполняли отварным мясом, субпродуктами, бульоном, специями. Затем его доваривали, ставили под пресс и охлаждали. В современных рецептах вместо натуральной оболочки используется марля, жестяная банка и даже пластиковая бутылка. Но нередко, как и холодец, зельц просто разливают в посуду и оставляют застывать.

## Зельц в России
В России зельц в домашних условиях готовят многие хозяйки. Его так же можно купить и в магазине в колбасном отделе. На этот продукт, заводского производства, существует ГОСТ.
ГОСТ Р 55367-2012, где последние четыре цифры год введения стандарта.

### Сорта зельцев[4]

#### Зельц русский высшего сорта
- мясо говяжье 1 сорта 20 кг.
- свиная щековина бланшированная 40 кг.
- мясо свиных голов варёное 40 кг.

соль, сахар, нитрит натрия, перец чёрный, перец душистый, чеснок.

#### Зельц белый 1-го сорта
- мясо свиных голов варёное 90 кг.
- клейдающие субпродукты (губы, уши, пятачки и пр.) 10 кг.

Соль, перец белый, корица, гвоздика.

#### Зельц серый 3-го сорта
- мясо свиных голов 20 кг.
- вымя, рубцы, свиные желудки 45 кг.
- уши, губы, пятачки 35 кг.
- концентрированый бульон от варки клейдающих субпродуктов 40 л.

соль, перец чёрный, кориандр.

#### Зельцевая колбаса 3-го сорта
- мясо свиных голов 30 кг.
- мясо говяжьих голов или обрезь 20 кг.
- рубцы и свиные желудки 15 кг.
- вымя 10 кг.
- уши, лобаши, губы 25 кг.

соль, лук, сахар, нитрит натрия, чёрный перец, винный уксус 9-10 %

#### Зельц говяжий 3-го сорта
- мясо говяжьих голов или обрезь 20 кг.
- вымя или стерилизованое мясо варёное15 кг.
- рубцы или свиные желудки вареные 30 кг.
- клейдающие субпродукты мякотные вареные 35 кг.
- концентрированый бульон от варки клейдающих субпродуктов 40 л.

соль, сахар, перец белый или чёрный, чеснок

#### Зельц из рубца
- рубцы или свиные желудки вареные 40 кг.
- клейдающие субпродукты мякотные вареные 40 кг.
- концентрированый бульон от варки клейдающих субпродуктов 40 кг.

соль, сахар, перец белый или чёрный, чеснок

#### Зельц ассорти
- колбаса ассорти и обрезки от зачистки ветчины вареные 40 кг.
- клейдающие субпродукты мякотные вареные 60 кг.
- концентрированый бульон от варки клейдающих субпродуктов 40 кг.

соль, сахар, перец белый или чёрный, чеснок

## В других странах

### Австрия
Известен как «Presswurst», «Sulz» или «Schwartamaga» в западных регионах. В зависимости от региона, его часто подают с легким соусом (уксусом, подсолнечным маслом или маслом из тыквенных семечек, нарезанным луком).

#### Болгария
Это блюдо известно как «Саздарма». Схожее блюдо в виде супа называется «Пача». Его варят из свиной головы, включая уши и часто добавляют язык, а в бульон добавляют много чеснока.

#### Кипр
Сделан из свинины, известен как «залатина». Его часто заправляют лимонным соком.

#### Корея
В корейской кухне похожее блюдо «пёнюк» (кор. 편육), готовится путём прессования мяса, обычно из головы свиньи. Его едят как анджу или используют для застолья или банкета.

#### Чехия
В чешском варианте, его варят из свиной головы с добавлением ног. Может в него добавляться лук, перец, морковь, петрушка, корень сельдерея, а иногда и яйца.

#### Скандинавия
Используют свиные головы, говяжьи и свиные ножки. Все это приправляют тимьяном, душистым перцем, и лавровым листом. К столу сервируют горчицей или маринованной свёклой. В скандинавских странах это традиционное новогоднее блюдо.

#### Прибалтика
В Прибалтийских странах свиная голова и ножки — основной продукт в зельце. Также в него могжет добавляться и более качественные мясные куски, овощи, пряности, зелень.

## Польза зельца для организма человека
Зельц, в первую очередь, продукт, в составе которого наличествуют субпродукты, содержащие сухожилия и кости, являющиеся сырьём для желатина. В старину специально варили кости и хрящи, считая это средством, улучшающим состояние суставов. Ныне также рекомендуют употреблять желирующие продукты, чтобы поддержать суставы. Желатин же — ни что иное как коллаген, поддерживающий состояние кожи и связок, основной компонент соединительной ткани.
Также немаловажным компонентом зельца  являются аминокислоты, где в первую очередь необходимо отметить аминокислоту глицин. Глицин участвует во многих процессах метаболизма в организме, включая синтез ДНК и регулирование передачи нервных импульсов. Также глицин помогает снять токсичное действие алкоголя.
Зельц содержит ряд важных витаминов и минералов, включая витамин В12 и железо, белок и другие полезные питательные вещества, является высококалорийным, содержащим больше количество белка блюдом, что делает его продуктом, помогающим в наборе мышечной массы.

## Противопоказания
Так как зельц в основном варят из свиной головы, которая содержит много жира, продукт содержит много холестерина. Его не рекомендуется часто употреблять людям, склонным к быстрому набору веса и страдающих ожирением.